# Naemosphaera rudis
Naemosphaera rudis är en svampart som beskrevs av P. Karst. 1888. Naemosphaera rudis ingår i släktet Naemosphaera, divisionen sporsäcksvampar och riket svampar.   Inga underarter finns listade i Catalogue of Life.